# Leporillus conditor
Leporillus conditor là một loài động vật có vú trong họ Chuột, bộ Gặm nhấm. Loài này được Sturt mô tả năm 1848.

## Hình ảnh

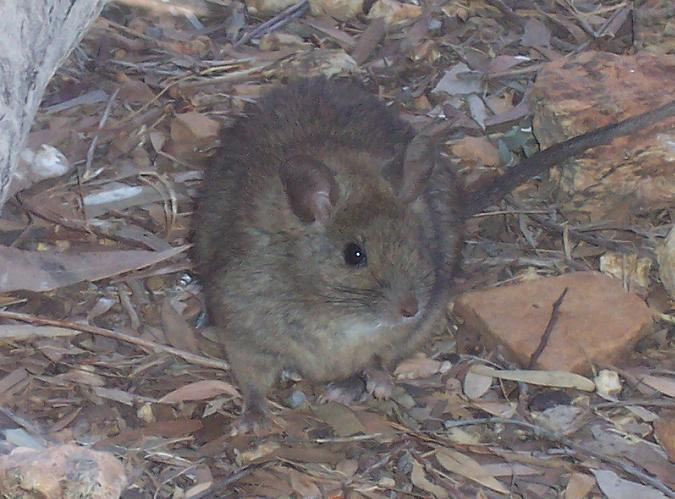
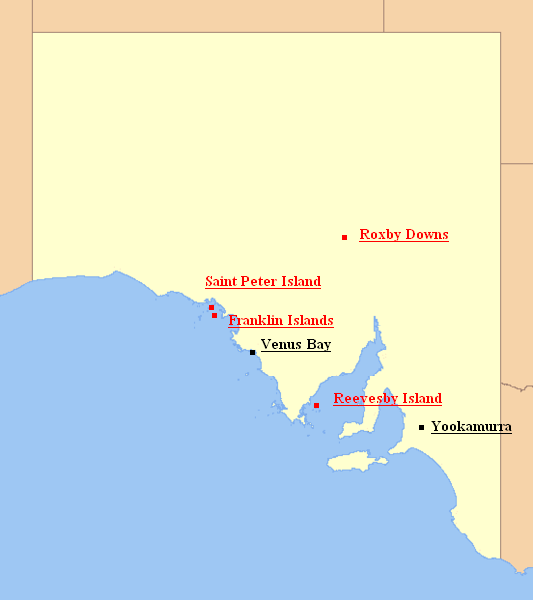
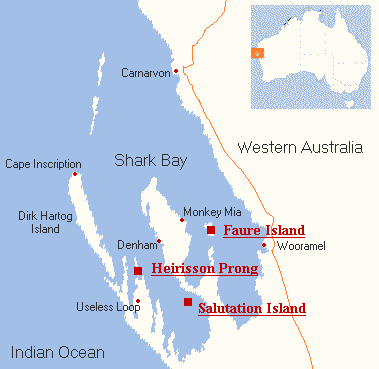